# Rufino (patrício)
Rufino (em latim: Rufinus) foi um oficial militar e emissário bizantino dos séculos V e VI, ativo durante o reinado dos imperadores Anastácio I Dicoro (r. 491–518), Justino I (r. 518–527) e Justiniano (r. 527–565). De origem grega, era filho e irmão respectivamente dos oficiais Silvano e Timóstrato. Aparece pela primeira vez em 502, quando foi enviado por Anastácio à corte do xá sassânida Cavades I (r. 488–496; 499–531) com grande quantidade de dinheiro para evitar ataques ao Império Bizantino. Quando soube dos ataques persas, deixou o dinheiro em Cesareia Mázaca e dirigiu-se ao encontro de Cavades em Amida, que prendeu-o até janeiro de 503, quando foi libertado e enviado ao imperador.
Rufino reaparece em 515, quando foi nomeado como mestre dos soldados da Trácia por Anastácio em substituição do rebelde Vitaliano, e então em 525/6 quando o mestre dos soldados do Oriente e futuro imperador Justiniano enviou-o à corte de Cavades para discutir os termos de adoção de Cosroes I (r. 531–578) por Justino. Em 530, foi enviado por Justiniano para negociar a paz com os persas, mas permaneceu em Dara até depois da batalha ocorrida nas imediações da mesma em julho de 531, quando partiu para negociar termos. Com a morte de Cavades em setembro, Rufino foi enviado com outros emissários para discutir termos com o recém-empossado Cosroes, enquanto que em outubro foi encarregado com a investigação duma invasão de hunos sabires. Ao concluir as investigações, enviou o general Doroteu para lidar com a situação.
Com o incidente dos sabires, Justiniano recusou-se a aceitar alguns dos termos dos acordos negociados, e Cosroes incomodou-se com a recusa, obrigando Rufino a intervir para tentar estabelecer novos termos e convencer o último a devolver o dinheiro anteriormente oferecido, bem como para que se retirasse com suas tropas do território bizantino. Em 532, quando é mencionado pela última vez, conseguiu concluir a famosa Paz Eterna que encerrou a guerra.

## Vida

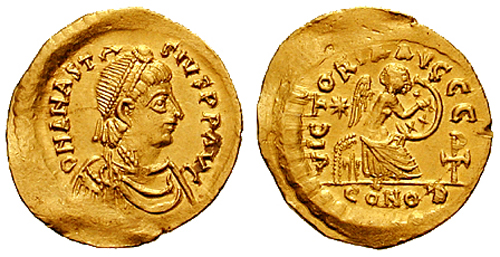
Semisse de r.

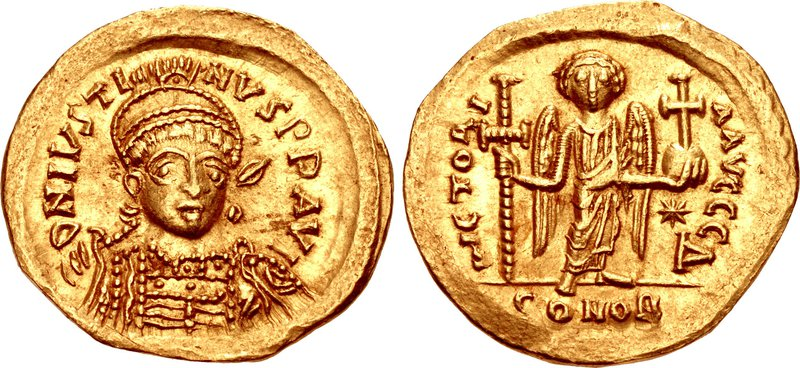
Soldo de r.

Rufino nasceu em data desconhecida durante o século V. De origem grega, era filho e irmão respectivamente dos oficiais Silvano e Timóstrato. Segundo Teófanes, o Confessor, teria se casado com a filha de João, o Cita e seria pai do cônsul João, embora sejam desconhecidas as datas de seu casamento ou o nascimento de seu filho. Rufino aparece pela primeira vez no final de 502, em meio a Guerra Anastácia, quando foi enviado pelo imperador Anastácio I Dicoro (r. 491–518) à corte do xá sassânida Cavades I (r. 488–496; 499–531) para entregar uma grande quantidade de dinheiro para que os persas não realizassem ataques contra o Império Bizantino. Ao saber que os ataques já haviam começado, Rufino guardou o dinheiro em Cesareia Mázaca e partiu ao encontro de Cavades em Amida para pedir-lhe que se retirasse com suas tropas e aceitasse o tributo. Rufino foi capturado e mantido sob guarda até a captura e Saque de Amida em janeiro de 503, quando os persas libertaram-no e enviaram-no para informar o imperador.
Rufino reaparece nas fontes em 515, quando foi nomeado por Anastácio como mestre dos soldados da Trácia em substituição do rebelde Vitaliano; Conde Marcelino fornece a data de 516 para sua nomeação. Por este período, capturou dois dos guarda-costas de Vitaliano e, junto de Alatar, recebeu o desprezo de Vitaliano. Rufino novamente desaparece das fontes, sendo citado somente em 525/6, durante o reinado do imperador Justino I (r. 518–527), quando o mestre dos soldados do Oriente e futuro imperador Justiniano (r. 527–565) enviou-o, ao lado de Flávio Hipácio, à corte de Cavades I para discutir termos à adoção por Justino de Cosroes I (r. 531–578), filho de Cavades; com o fracasso das negociações com os emissários persas Mebodes e Seoses, Rufino fez acusações falhas contra Hipácio. Pelo tempo que esteve na Pérsia, convenceu Cavades a nomear Cosroes como seu sucessor e aconselhou a rainha a procurar ajuda médica de um monge chamado Moisés que vivia em Dara.

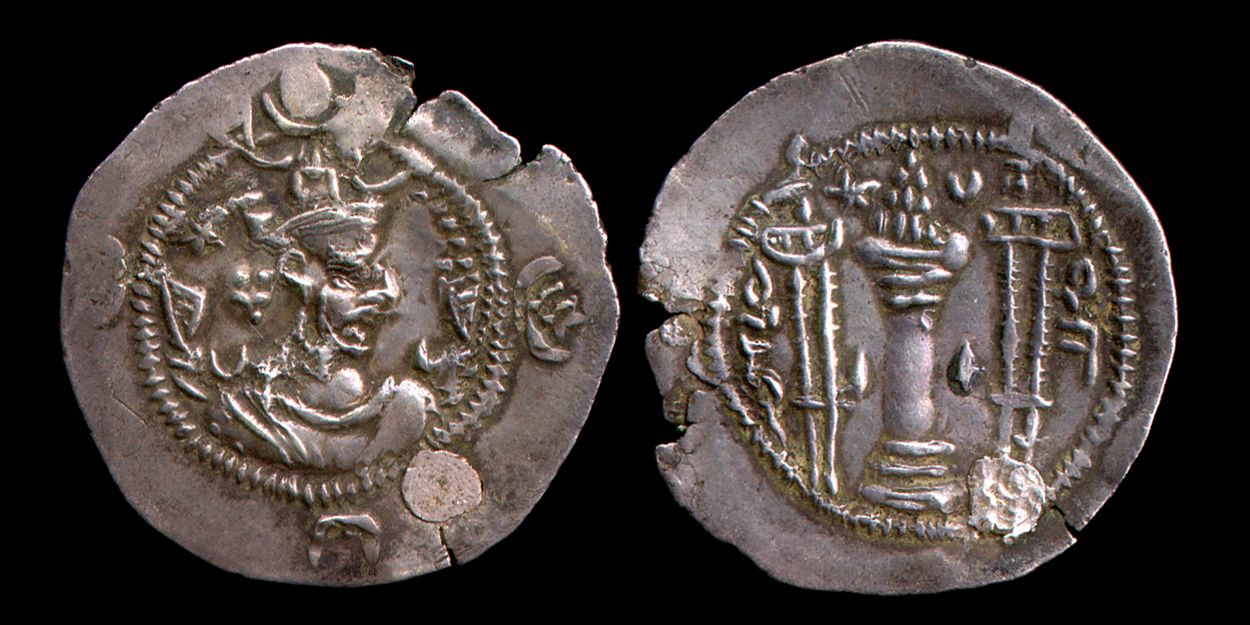
Dracma de (r. 488–496; 499–531)

Por 530, as fontes mencionam que Rufino ainda ocupava a posição de mestre dos soldados, embora não especifiquem de qual região, e que era um patrício, sendo possível que já fosse detentor dessa posição honorífica desde 525/6. Nesse ano, no contexto da Guerra Ibérica, o então imperador Justiniano enviou-o junto de Hermógenes como embaixador para Cavades, embora tenha dado instruções para que ambos não fossem além de Hierápolis Bambice antes de receberem novas instruções; segundo João Malalas, os persas haviam impedido que prosseguissem além de Dara. Rufino é mencionado numa carta do general Belisário dirigida ao comandante persa pouco antes da Batalha de Dara como um emissário imperial estacionado nas imediações pronto para iniciar negociações. Com o fim da batalha em junho, Rufino partiu junto de Alexandre à corte persa, onde chegou em agosto. Segundo Procópio de Cesareia, Rufino teria proferido o seguinte discurso diante do xá:
| “ | Rufino, entrando na presença de Cavades, falou como se segue: 'Ó rei, fui enviado por teu irmão [Justiniano], que te repreende com apenas censura, pois os persas sem causa justa vieram em armas em sua terra. Mas seria mais conveniente para um rei que não é apenas poderoso, mas também sábio como tu, assegurar uma conclusão pacífica da guerra, ao invés de, quando os assuntos tenham sido satisfatoriamente resolvidos, infligir a ti mesmo e teu povo confusão desnecessária. Por isso também eu mesmo vim aqui com boas esperanças, a fim de que agora ambos os povos possam desfrutar das bênçãos que vêm da paz.' Assim falou Rufino. | ” |

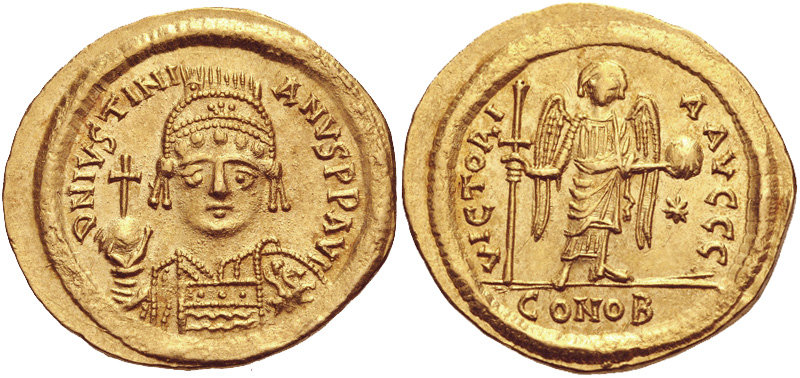
Soldo de Justiniano r.

Os emissários bizantinos retornaram a Justiniano em setembro de 530 com termos aceitáveis por Cavades. O imperador estava pronto a aceitá-los, mas quando Rufino retornou à corte de Cavades I, o último havia sido informado das dificuldades dos bizantinos para lidar com a revolta dos samaritanos, o que o fez declinar a paz. O emissário retornou a Constantinopla com as notícias. Em 531, após a Batalha de Calínico de 19 de abril, Rufino e Estratégio foram enviados aos persas procurando paz, mas foram impedidos em Edessa, uma vez que o xá havia enviado seus exércitos contra o território bizantino. Provavelmente Rufino estava entre os embaixadores que foram impedidos por Justiniano de atravessar à Pérsia após a morte de Cavades I, em setembro daquele ano, antes que emissários sassânidas chegassem informando oficialmente sobre a ascensão de Cosroes. Uma vez que o imperador recebeu a notícia, Rufino, Hermógenes, Alexandre e Tomás (segundo Procópio) ou Rufino e Estratégio (segundo Malalas) foram enviados para negociar com Cosroes.

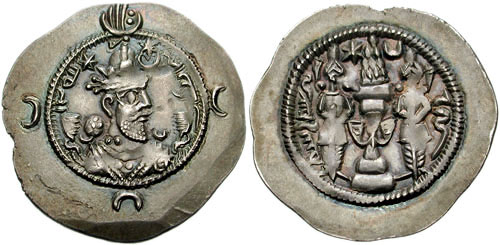
Dracma de r.

Fronteira romano-persa entre os séculos IV-VII

Uma trégua de 70 dias (três meses de acordo com João Malalas) foi estabelecida enquanto Rufino dirigiu-se a Constantinopla para que Justiniano apreciasse os termos acordados. Durante sua ausência, rumores de que Justiniano matou Rufino se espalharam, impelindo Cosroes a unir suas tropas e marchar contra o território inimigo. Quando o xá aproximou-se de Nísibis, contudo, deparou-se com Rufino retornando de sua missão e ambos retrocederam para prosseguir com as negociações. Em outubro desse ano, Rufino foi informado dum ataque liderado por hunos sabires que havia chegado tão longe quanto as províncias de Eufratense e Cilícia Secunda e recebeu instruções para confirmar se os persas estavam por trás da invasão. Após confirmar que não, direcionou o mestre dos soldados da Armênia Doroteu para lidar com a situação. 
Em decorrência do incidente, Justiniano recusou-se a aceitar entregar alguns fortes oriundas de Lázica, no Cáucaso, como havia sido anteriormente acordado, o que por sua vez causou a reação de Cosroes, que não aceitou sua recusa. Rufino foi obrigado a agir e através de sua persuasão convenceu Cosroes a devolver o dinheiro entregue durante as negociações, bem como que ele se retirasse do território bizantino com seus exércitos. No fim, os demais emissários bizantinos envolvidos na questão fizeram acusações contra Rufino para que caísse em desgraça com Justiniano, o que mostrou-se falho. No ano seguinte, provavelmente em setembro segundo a Crônica de Edessa, Rufino e Hermógenes foram novamente enviados à corte sassânida e finalmente conseguiram acordar a chamada Paz Eterna. Nada mais se sabe sobre ele. 
Rufino é descrito nas fontes como amigo de Cosroes, a quem teria conhecido durante suas inúmeras embaixadas à corte persa de Ctesifonte durante o reinado de Cavades. Como relatado, era extremamente popular com os nobres cortesãos persas devido aos presentes distribuídos a eles e também possuía o apreço da rainha sassânida, mãe de Cosroes, por ter convencido o xá a aceitar seu filho como sucessor e por ter indicado o monge Moisés, que curou-a de uma doença incômoda.